# 충주미덕중학교
충주미덕중학교(忠州美德中學校)는 대한민국 충청북도 충주시 호암동에 있는 사립 중학교이다.

## 학교 연혁
- 1965년 3월 6일 : 학교법인 충주미덕학원 설립인가
- 1965년 3월 6일 : 제1대 홍종만 이사장 취임
- 1965년 12월 17일 : 충주미덕여자중학교 설립인가, 인가학급 6
- 1966년 3월 10일 : 충주미덕여자중학교 개교(여학생 2학급)
- 1966년 3월 10일 : 제1대 안길준 교장 취임
- 1966년 11월 17일 : 충주미덕중학교(남자중학교)로 변경 인가
- 1969년 2월 22일 : 학급 증설 인가 21학급
- 1981년 3월 19일 : 충주상업고등학교와 교사 교체 이전
- 1991년 7월 15일 : 학교 신축 이전(충주시 호암동 산22-3번지)
- 1995년 10월 27일 : 주소변경(충주시 호암동 33번지)
- 1999년 11월 19일 : 축구부 창단
- 2009년 3월 1일 : 제7대 안건일 이사장 취임
- 2023년 9월 1일 : 제16대 이희영 교장 취임
- 2024년 1월 8일 : 2023학년도 제56회 졸업식(164명)
- 2024년 3월 4일 : 2024학년도 제59회 입학식(168명)

## 참고 자료
- 충주미덕중학교 - 한국교육학술정보원 학교알리미